# Lülsdorfer Weiden
Koordinaten: 50° 50′ 9″ N, 6° 58′ 58″ O

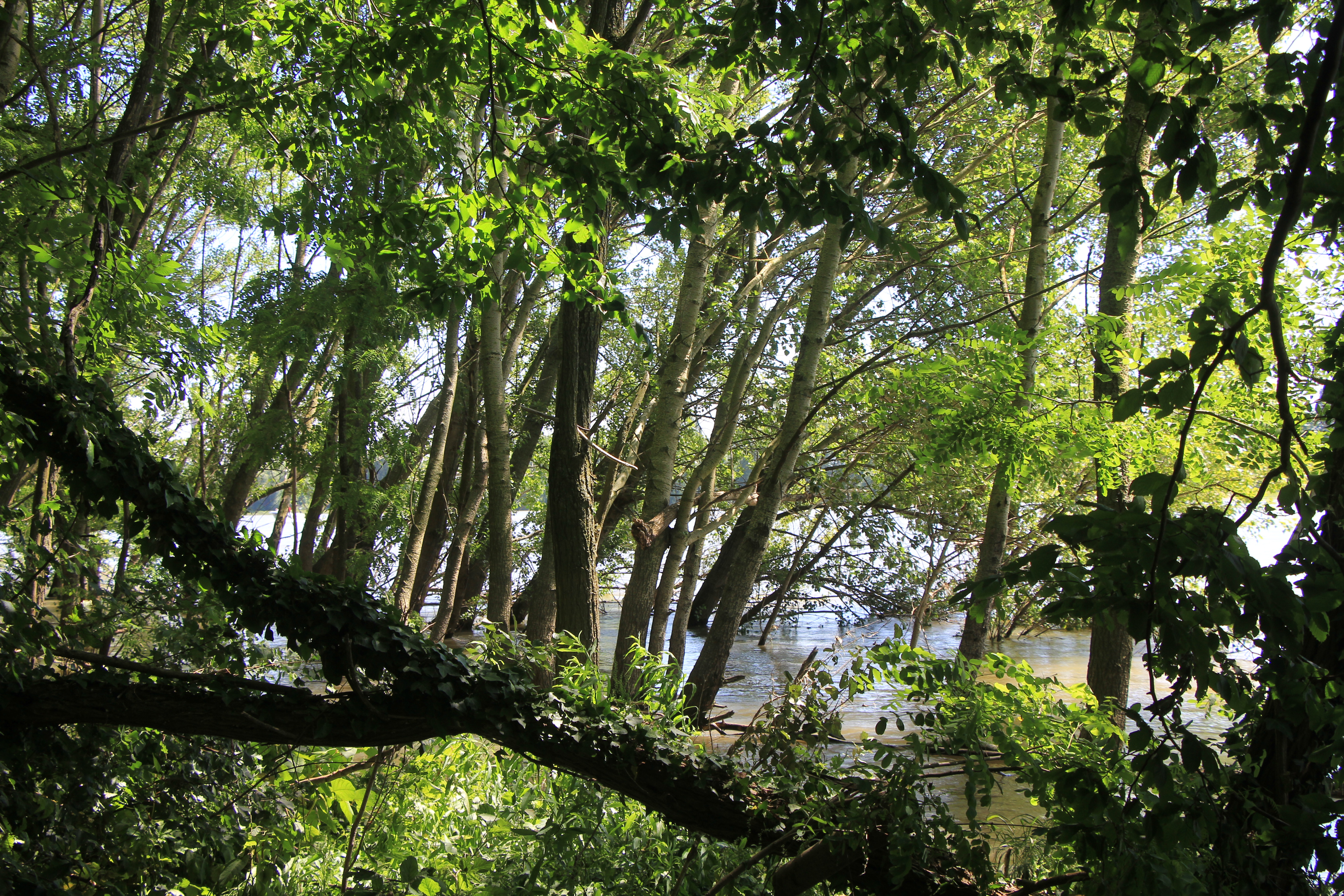
NSG Lülsdorfer Weiden

Das Naturschutzgebiet Lülsdorfer Weiden liegt auf dem Gebiet der Stadt Niederkassel im Rhein-Sieg-Kreis in Nordrhein-Westfalen. Das Gebiet erstreckt sich nordwestlich von Lülsdorf, einem Stadtteil von Niederkassel, entlang des westlich fließenden Rheins.

## Bedeutung
Das etwa 82,8 ha große Gebiet wurde im Jahr 1991 unter der Schlüsselnummer SU-020 unter Naturschutz gestellt.